# A.D.H.Dave
A.D.H.Dave was het programma dat Dave Peters presenteerde in de avondspits van maandag tot vrijdag tussen 16.00 en 19.00 uur op Radio Donna. Zijn Verkeersmeisje en Sidekick (Verkeersnimf) was Kris Luyten.
De eerste uitzending van A.D.H.Dave was op 12 november 2007, de laatste op 2 januari 2009.

## TeeVeeBeeVee
Om de week was er elke dag een bekende Vlaming aan wie Dave vroeg wat voor interessants er op tv te zien was die dag.
Enkele BV's die aan bod waren gekomen:
- Saartje Vandendriessche
- Hans Otten
- Hadise
- Ben Crabbé
- Sergio
- Hanne Troonbeeckx
- Debby & Nancy
- Bart Peeters
- Frank Raes
- Marcel Vanthilt
- Tom Waes
- Joyce De Troch
- Vanya Wellens